# 弗利蘭島
弗利蘭島（荷蘭語：Vlieland，在指市镇时仅译作弗利蘭）是荷蘭的島嶼，位於特塞爾島和泰爾斯海靈島之間的北海，屬於西弗里西亞群島的一部分，由弗里斯兰省負責管轄，面積40平方公里，2008年人口1,145。

## 画廊

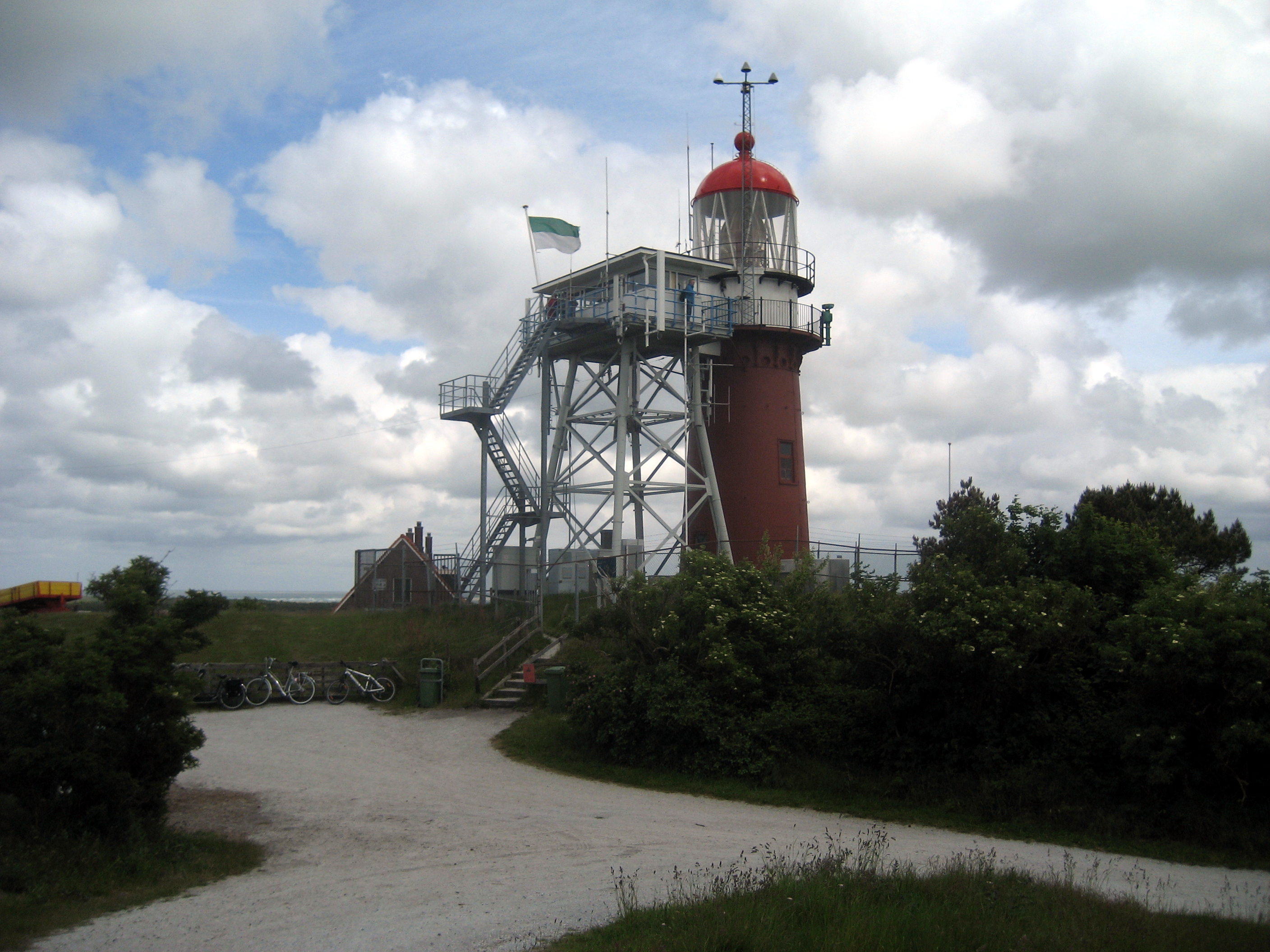
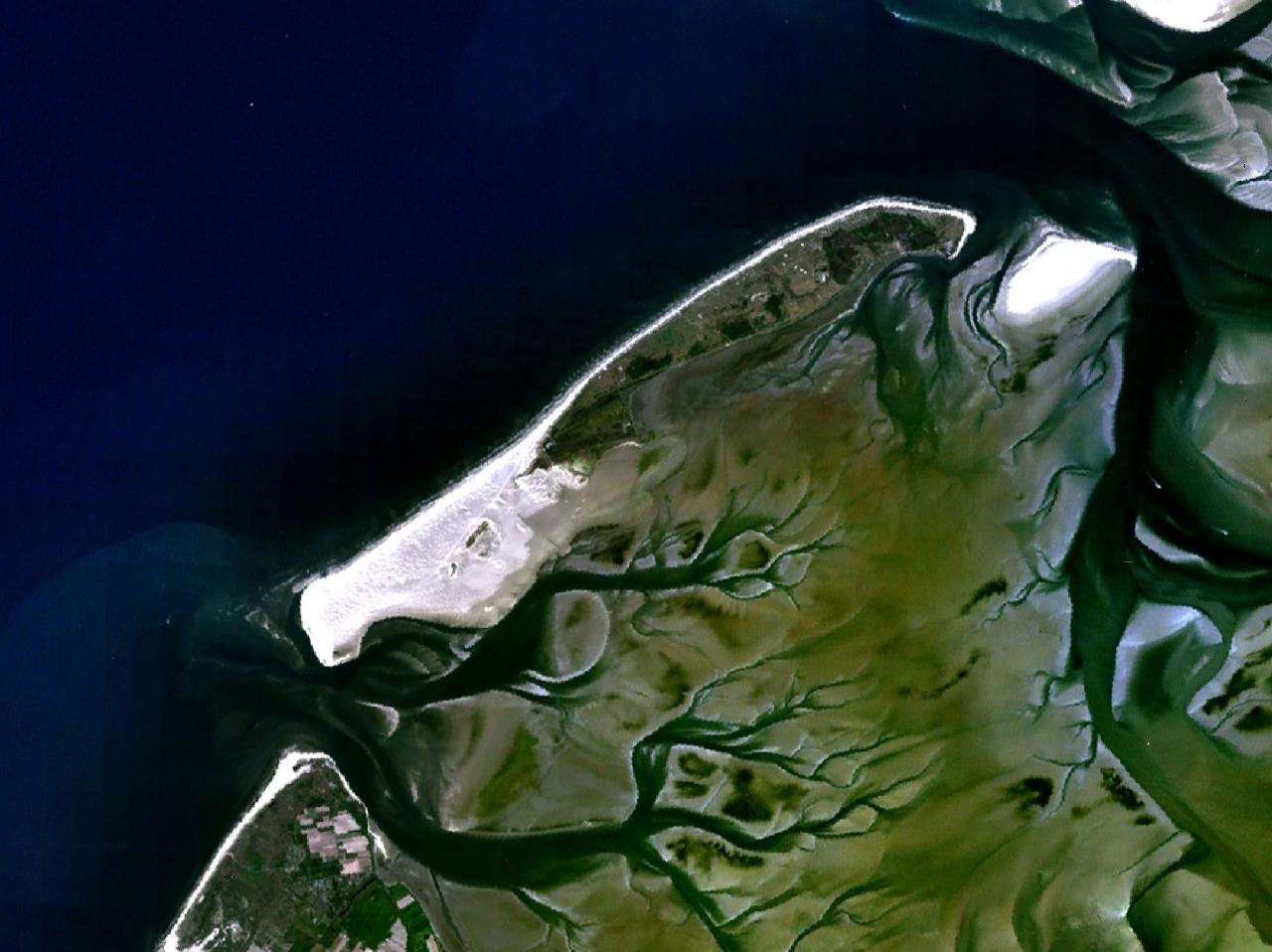

## 外部連結
- Municipality of Vlieland （页面存档备份，存于）
- Tourist Office website （页面存档备份，存于）
- Campground Vlieland